# Classe Truxtun
La classe Truxtun est la seconde classe de destroyers utilisés par l'US Navy durant les vingt premières années du XXe siècle. Ils furent autorisés par le Congrès en 1898 et étaient initialement prévus pour appartenir à la classe Bainbridge mais furent modifiés pour créer une classe légèrement différente.
Durant la Première Guerre mondiale, leur rôle fut d'escorter des convois de navires marchands.
Trois navires de cette classe furent construits. Tous furent désarmés en 1919 et vendus le 3 janvier 1920 pour la ferraille. Le Whipple ne fut néanmoins démoli qu'en 1956.

## Liste des navires
| Navire              | Constructeur                                                                     |
| ------------------- | -------------------------------------------------------------------------------- |
| USS Truxtun (DD-14) | Chantier naval Bethlehem Sparrows Point de Sparrows Point, à Baltimore, Maryland |
| USS Whipple (DD-15) | Chantier naval Bethlehem Sparrows Point de Sparrows Point, à Baltimore, Maryland |
| USS Worden (DD-16)  | Chantier naval Bethlehem Sparrows Point de Sparrows Point, à Baltimore, Maryland |

## Sources
- (en) Fiche de la classe Truxtun sur Destroyer History
- (en) Fiche de la classe Truxtun sur Destroyers